# Meredith Monk
Meredith Jane Monk (ur. 20 listopada 1942 w Nowym Jorku) – amerykańska artystka współczesna, kompozytorka, wokalistka, reżyserka, twórczyni filmowa i choreografka. Od lat 60. tworzyła dzieła interdyscyplinarne, czerpiąc ich elementy z muzyki, teatru i tańca.

## Odznaczenia
- 2012 – Oficer Orderu Sztuki i Literatury (Francja)[3]
- 2015 – National Medal of Arts (USA)[3]